# Platypalpus recurvus
Platypalpus recurvus är en tvåvingeart som beskrevs av Axel Leonard Melander 1927. Platypalpus recurvus ingår i släktet Platypalpus och familjen puckeldansflugor.
Artens utbredningsområde är Oregon. Inga underarter finns listade i Catalogue of Life.